# 司馬女彥

司馬女彥，中國西晉時期皇族女性，父晉惠帝司馬衷，母皇后賈南風。

## 生平
根據史書記載排行的常例，司馬女彥應當是賈南風的小女兒。司馬女彥相當聰慧，八歲時能詩能文，史書形容她「聰明歧嶷、便能書學、諷誦詩論」。司馬女彥後纏綿病榻，其母賈南風相當哀慟，欲破格封她為長公主，司馬女彥卻說：「我年紀小，尚未成人，不足以用公主之禮」。
司馬女彥死後，遵照她的遺願，諡號哀獻皇女，不用公主二字，但仍以長公主的規格下葬。後來的八王之亂中，哀獻皇女司馬女彥之墓被亂兵所掘。